# Stilpnus subcoriaceus
Stilpnus subcoriaceus là một loài tò vò trong họ Ichneumonidae.